# WTA-toernooi van Rosmalen
Het WTA-toernooi van Rosmalen, onderdeel van het tennistoernooi van Rosmalen, is een jaarlijks terugkerend tennistoernooi voor vrouwen, volgens het knock-outsysteem. Het wordt georganiseerd door Libéma onder auspiciën van het WTA in de Nederlandse plaats Rosmalen. Vanaf 2018 heeft Libéma haar naam verbonden aan het toernooi en heet het evenement de Libéma Open. De twee voorgaande jaren stond het toernooi bekend als Ricoh Open – van 2002 tot en met 2009 heette het de Ordina Open, tussen 2010 en 2012 Unicef Open en tussen 2013 en 2015 Topshelf Open. Tegelijkertijd wordt op dezelfde locatie ook het ATP-toernooi van Rosmalen gehouden. Internationaal staat het toernooi sinds 1998 bekend als het toernooi van 's-Hertogenbosch.
Het toernooi wordt op het terrein van Autotron Expodome in Rosmalen gespeeld. Het is het enige WTA-toernooi in Nederland en valt in de categorie WTA 250. Het toernooi werd traditioneel de week voor Wimbledon gehouden. Sinds 2015 wordt het de week na Roland Garros geprogrammeerd. Doordat beide toernooien op gras worden gespeeld, geldt "Rosmalen" als een goede oefening voor Wimbledon. De eerste editie van het vrouwentoernooi had plaats in 1996. In de periode 1990–1995 werd het toernooi alleen voor mannen georganiseerd.

## Officiële naam
- 1996: Wilkinson Championships
- 1997–2001: Heineken Trophy
- 2002–2009: Ordina Open
- 2010–2012: Unicef Open
- 2013–2015: Topshelf Open
- 2016–2017: Ricoh Open
- 2018–heden: Libéma Open

## Meervoudig winnaressen enkelspel
| speelster               | aantal titels | in de jaren |
| ----------------------- | ------------- | ----------- |
| Justine Henin           | 2             | 2001, 2010  |
| Tamarine Tanasugarn     | 2             | 2008, 2009  |
| Coco Vandeweghe         | 2             | 2014, 2016  |
| Jekaterina Aleksandrova | 2             | 2022, 2023  |

## Finales

### Enkelspel
Winnaressen uit België en Nederland
- 2001: Justine Henin (B)
- 2003: Kim Clijsters (B)
- 2006: Michaëlla Krajicek (N)
- 2010: Justine Henin (B)
- 2025: Elise Mertens (B)

| Datum      | Naam                                       | Cat.                                       | ($)                                        | Ondergrond                                 | Winnares                                   | Verliezend finaliste                       | Uitslag                                    |                                            |
| ---------- | ------------------------------------------ | ------------------------------------------ | ------------------------------------------ | ------------------------------------------ | ------------------------------------------ | ------------------------------------------ | ------------------------------------------ | ------------------------------------------ |
| 1996-06-17 | Wilkinson Champ's                          | Tier III                                   | 164.250                                    | gras, buiten                               | Anke Huber                                 | Helena Suková                              | 6-4, 7-6                                   | details                                    |
| 1997-06-16 | Heineken Trophy                            | Tier III                                   | 164.250                                    | gras, buiten                               | Ruxandra Dragomir                          | Miriam Oremans                             | 5-7, 6-2, 6-4                              | details                                    |
| 1998-06-15 | Heineken Trophy                            | Tier III                                   | 164.250                                    | gras, buiten                               | Julie Halard-Decugis                       | Miriam Oremans                             | 6-3, 6-4                                   | details                                    |
| 1999-06-14 | Heineken Trophy                            | Tier III                                   | 180.000                                    | gras, buiten                               | Kristina Brandi                            | Silvija Talaja                             | 6-0, 3-6, 6-1                              | details                                    |
| 2000-06-19 | Heineken Trophy                            | Tier III                                   | 170.000                                    | gras, buiten                               | Martina Hingis                             | Ruxandra Dragomir                          | 6-2, 3-0, opg.                             | details                                    |
| 2001-06-18 | Heineken Trophy                            | Tier III                                   | 170.000                                    | gras, buiten                               | Justine Henin                              | Kim Clijsters                              | 6-4, 3-6, 6-3                              | details                                    |
| 2002-06-17 | Ordina Open                                | Tier III                                   | 170.000                                    | gras, buiten                               | Eléni Daniilídou                           | Jelena Dementjeva                          | 3-6, 6-2, 6-3                              | details                                    |
| 2003-06-16 | Ordina Open                                | Tier III                                   | 170.000                                    | gras, buiten                               | Kim Clijsters                              | Justine Henin                              | 6-7, 3-0, opg.                             | details                                    |
| 2004-06-14 | Ordina Open                                | Tier III                                   | 170.000                                    | gras, buiten                               | Mary Pierce                                | Klára Koukalová                            | 7-6, 6-2                                   | details                                    |
| 2005-06-13 | Ordina Open                                | Tier III                                   | 170.000                                    | gras, buiten                               | Klára Koukalová                            | Lucie Šafářová                             | 3-6, 6-2, 6-2                              | details                                    |
| 2006-06-18 | Ordina Open                                | Tier III                                   | 175.000                                    | gras, buiten                               | Michaëlla Krajicek                         | Dinara Safina                              | 6-3, 6-4                                   | details                                    |
| 2007-06-17 | Ordina Open                                | Tier III                                   | 175.000                                    | gras, buiten                               | Anna Tsjakvetadze                          | Jelena Janković                            | 7-6, 3-6, 6-3                              | details                                    |
| 2008-06-15 | Ordina Open                                | Tier III                                   | 175.000                                    | gras, buiten                               | Tamarine Tanasugarn                        | Dinara Safina                              | 7-5, 6-3                                   | details                                    |
| 2009-06-14 | Ordina Open                                | International                              | 220.000                                    | gras, buiten                               | Tamarine Tanasugarn                        | Yanina Wickmayer                           | 6-3, 7-5                                   | details                                    |
| 2010-06-13 | Unicef Open                                | International                              | 220.000                                    | gras, buiten                               | Justine Henin                              | Andrea Petković                            | 3-6, 6-3, 6-4                              | details                                    |
| 2011-06-12 | Unicef Open                                | International                              | 220.000                                    | gras, buiten                               | Roberta Vinci                              | Jelena Dokić                               | 6-7, 6-3, 7-5                              | details                                    |
| 2012-06-17 | Unicef Open                                | International                              | 220.000                                    | gras, buiten                               | Nadja Petrova                              | Urszula Radwańska                          | 6-4, 6-3                                   | details                                    |
| 2013-06-16 | Topshelf Open                              | International                              | 235.000                                    | gras, buiten                               | Simona Halep                               | Kirsten Flipkens                           | 6-4, 6-2                                   | details                                    |
| 2014-06-15 | Topshelf Open                              | International                              | 250.000                                    | gras, buiten                               | Coco Vandeweghe                            | Zheng Jie                                  | 6-2, 6-4                                   | details                                    |
| 2015-06-08 | Topshelf Open                              | International                              | 250.000                                    | gras, buiten                               | Camila Giorgi                              | Belinda Bencic                             | 7-5, 6-3                                   | details                                    |
| 2016-06-06 | Ricoh Open                                 | International                              | 250.000                                    | gras, buiten                               | Coco Vandeweghe                            | Kristina Mladenovic                        | 7-5, 7-5                                   | details                                    |
| 2017-06-12 | Ricoh Open                                 | International                              | 250.000                                    | gras, buiten                               | Anett Kontaveit                            | Natalja Vichljantseva                      | 6-2, 6-3                                   | details                                    |
| 2018-06-11 | Libéma Open                                | International                              | 250.000                                    | gras, buiten                               | Aleksandra Krunić                          | Kirsten Flipkens                           | 6-7, 7-5, 6-1                              | details                                    |
| 2019-06-10 | Libéma Open                                | International                              | 250.000                                    | gras, buiten                               | Alison Riske                               | Kiki Bertens                               | 0-6, 7-6, 7-5                              | details                                    |
| 2020–2021  | toernooi geannuleerd wegens coronapandemie | toernooi geannuleerd wegens coronapandemie | toernooi geannuleerd wegens coronapandemie | toernooi geannuleerd wegens coronapandemie | toernooi geannuleerd wegens coronapandemie | toernooi geannuleerd wegens coronapandemie | toernooi geannuleerd wegens coronapandemie | toernooi geannuleerd wegens coronapandemie |
| 2022-06-06 | Libéma Open                                | WTA 250                                    | 251.750                                    | gras, buiten                               | Jekaterina Aleksandrova                    | Aryna Sabalenka                            | 7-5, 6-0                                   | details                                    |
| 2023-06-12 | Libéma Open                                | WTA 250                                    | 259.303                                    | gras, buiten                               | Jekaterina Aleksandrova                    | Veronika Koedermetova                      | 4-6, 6-4, 7-6                              | details                                    |
| 2024-06-10 | Libéma Open                                | WTA 250                                    | 267.082                                    | gras, buiten                               | Ljoedmila Samsonova                        | Bianca Andreescu                           | 4-6, 6-3, 7-5                              | details                                    |
| 2025-06-09 | Libéma Open                                | WTA 250                                    | 275.094                                    | gras, buiten                               | Elise Mertens                              | Elena Gabriela Ruse                        | 6-3, 7-6                                   | details                                    |

### Dubbelspel
Het Belgisch/Nederlands duo Sabine Appelmans/Miriam Oremans won het toernooi in 1998. Hetzelfde presteerde de Nederlandse Brenda Schultz met haar Letse partner Larisa Neiland in 1996. Michaëlla Krajicek (NL) en de Nieuw-Zeelandse Marina Erakovic wonnen de titel in 2008. Kirsten Flipkens (BE) en de Slowaakse Dominika Cibulková wonnen het toernooi in 2017. In 2018 wonnen Elise Mertens (BE) en haar partner Demi Schuurs (NL) het toernooi; in 2024 waren dat Bibiane Schoofs (NL) en de Estische Ingrid Neel.
| Datum      | Naam                                       | Cat.                                       | ($)                                        | Ondergrond                                 | Winnaressen                                | Verliezend finalistes                          | Uitslag                                    |                                            |
| ---------- | ------------------------------------------ | ------------------------------------------ | ------------------------------------------ | ------------------------------------------ | ------------------------------------------ | ---------------------------------------------- | ------------------------------------------ | ------------------------------------------ |
| 1996-06-17 | Wilkinson Champ's                          | Tier III                                   | 164.250                                    | gras, buiten                               | Larisa Neiland Brenda Schultz              | Kristie Boogert Helena Suková                  | 6-4, 7-6                                   | details                                    |
| 1997-06-16 | Heineken Trophy                            | Tier III                                   | 164.250                                    | gras, buiten                               | Eva Melicharová Helena Vildová             | Karina Habšudová Florencia Labat               | 6-3, 7-6                                   | details                                    |
| 1998-06-15 | Heineken Trophy                            | Tier III                                   | 164.250                                    | gras, buiten                               | Sabine Appelmans Miriam Oremans            | Cătălina Cristea Eva Melicharová               | 6-7, 7-6, 7-6                              | details                                    |
| 1999-06-14 | Heineken Trophy                            | Tier III                                   | 180.000                                    | gras, buiten                               | Silvia Farina Rita Grande                  | Cara Black Kristie Boogert                     | 7-5, 7-6                                   | details                                    |
| 2000-06-19 | Heineken Trophy                            | Tier III                                   | 170.000                                    | gras, buiten                               | Erika deLone Nicole Pratt                  | Catherine Barclay Karina Habšudová             | 7-6, 4-3, opg.                             | details                                    |
| 2001-06-18 | Heineken Trophy                            | Tier III                                   | 170.000                                    | gras, buiten                               | Ruxandra Dragomir Nadja Petrova            | Kim Clijsters Miriam Oremans                   | 7-6, 6-7, 6-4                              | details                                    |
| 2002-06-17 | Ordina Open                                | Tier III                                   | 170.000                                    | gras, buiten                               | Catherine Barclay Martina Müller           | Bianka Lamade Magdalena Maleeva                | 6-4, 7-5                                   | details                                    |
| 2003-06-16 | Ordina Open                                | Tier III                                   | 170.000                                    | gras, buiten                               | Jelena Dementjeva Lina Krasnoroetskaja     | Nadja Petrova Mary Pierce                      | 2-6, 6-3, 6-4                              | details                                    |
| 2004-06-14 | Ordina Open                                | Tier III                                   | 170.000                                    | gras, buiten                               | Lisa McShea Milagros Sequera               | Jelena Kostanić Claudine Schaul                | 7-6, 6-3                                   | details                                    |
| 2005-06-13 | Ordina Open                                | Tier III                                   | 170.000                                    | gras, buiten                               | A Medina Garrigues Dinara Safina           | Iveta Benešová Nuria Llagostera                | 6-4, 2-6, 7-6                              | details                                    |
| 2006-06-18 | Ordina Open                                | Tier III                                   | 175.000                                    | gras, buiten                               | Yan Zi Zheng Jie                           | Ana Ivanović Maria Kirilenko                   | 3-6, 6-2, 6-2                              | details                                    |
| 2007-06-17 | Ordina Open                                | Tier III                                   | 175.000                                    | gras, buiten                               | Chan Yung-jan Chuang Chia-jung             | Anabel Medina Garrigues Virginia Ruano Pascual | 7-5, 6-2                                   | details                                    |
| 2008-06-15 | Ordina Open                                | Tier III                                   | 175.000                                    | gras, buiten                               | Marina Erakovic Michaëlla Krajicek         | Līga Dekmeijere Angelique Kerber               | 6-3, 6-2                                   | details                                    |
| 2009-06-14 | Ordina Open                                | International                              | 220.000                                    | gras, buiten                               | Sara Errani Flavia Pennetta                | Michaëlla Krajicek Yanina Wickmayer            | 6-4, 5-7, [13-11]                          | details                                    |
| 2010-06-13 | Unicef Open                                | International                              | 220.000                                    | gras, buiten                               | Alla Koedrjavtseva Anastasia Rodionova     | Vania King Jaroslava Sjvedova                  | 3-6, 6-3, [10-6]                           | details                                    |
| 2011-06-12 | Unicef Open                                | International                              | 220.000                                    | gras, buiten                               | B Záhlavová-Strýcová Klára Zakopalová      | Dominika Cibulková Flavia Pennetta             | 3-6, 6-3, [10-6]                           | details                                    |
| 2012-06-17 | Unicef Open                                | International                              | 220.000                                    | gras, buiten                               | Sara Errani Roberta Vinci                  | Maria Kirilenko Nadja Petrova                  | 6-4, 3-6, [11-9]                           | details                                    |
| 2013-06-16 | Topshelf Open                              | International                              | 235.000                                    | gras, buiten                               | Irina-Camelia Begu Anabel Medina Garrigues | Dominika Cibulková Arantxa Parra Santonja      | 4-6, 7-6, [11-9]                           | details                                    |
| 2014-06-15 | Topshelf Open                              | International                              | 250.000                                    | gras, buiten                               | Marina Erakovic Arantxa Parra Santonja     | Michaëlla Krajicek Kristina Mladenovic         | 0-6, 7-6, [10-8]                           | details                                    |
| 2015-06-08 | Topshelf Open                              | International                              | 250.000                                    | gras, buiten                               | Asia Muhammad Laura Siegemund              | Jelena Janković Anastasija Pavljoetsjenkova    | 6-3, 7-5                                   | details                                    |
| 2016-06-06 | Ricoh Open                                 | International                              | 250.000                                    | gras, buiten                               | Oksana Kalasjnikova Jaroslava Sjvedova     | Xenia Knoll Aleksandra Krunić                  | 6-1, 6-1                                   | details                                    |
| 2017-06-12 | Ricoh Open                                 | International                              | 250.000                                    | gras, buiten                               | Dominika Cibulková Kirsten Flipkens        | Kiki Bertens Demi Schuurs                      | 4-6, 6-4, [10-6]                           | details                                    |
| 2018-06-11 | Libéma Open                                | International                              | 250.000                                    | gras, buiten                               | Elise Mertens Demi Schuurs                 | Kiki Bertens Kirsten Flipkens                  | 3-3, opg.                                  | details                                    |
| 2019-06-10 | Libéma Open                                | International                              | 250.000                                    | gras, buiten                               | Shuko Aoyama Aleksandra Krunić             | Lesley Kerkhove Bibiane Schoofs                | 7-5, 6-3                                   | details                                    |
| 2020–2021  | toernooi geannuleerd wegens coronapandemie | toernooi geannuleerd wegens coronapandemie | toernooi geannuleerd wegens coronapandemie | toernooi geannuleerd wegens coronapandemie | toernooi geannuleerd wegens coronapandemie | toernooi geannuleerd wegens coronapandemie     | toernooi geannuleerd wegens coronapandemie | toernooi geannuleerd wegens coronapandemie |
| 2022-06-06 | Libéma Open                                | WTA 250                                    | 251.750                                    | gras, buiten                               | Ellen Perez Tamara Zidanšek                | Veronika Koedermetova Elise Mertens            | 6-3, 5-7, [12-10]                          | details                                    |
| 2023-06-12 | Libéma Open                                | WTA 250                                    | 259.303                                    | gras, buiten                               | Shuko Aoyama Ena Shibahara                 | Viktória Hrunčáková Tereza Mihalíková          | 6-3, 6-3                                   | details                                    |
| 2024-06-10 | Libéma Open                                | WTA 250                                    | 267.082                                    | gras, buiten                               | Ingrid Neel Bibiane Schoofs                | Tereza Mihalíková Olivia Nicholls              | 7-6, 6-3                                   | details                                    |
| 2025-06-09 | Libéma Open                                | WTA 250                                    | 275.094                                    | gras, buiten                               | Irina Chromatsjova Fanny Stollár           | Nicole Melichar-Martinez Ljoedmila Samsonova   | 7-5, 6-3                                   | details                                    |